# Tolonus mirus
Tolonus mirus är en stekelart som först beskrevs av Tosquinet 1896.  Tolonus mirus ingår i släktet Tolonus och familjen brokparasitsteklar. Inga underarter finns listade i Catalogue of Life.